# 朗かに歩め
『朗かに歩め』（ほがらかにあゆめ）は、1930年（昭和5年）3月1日公開の日本映画である。松竹キネマ製作・配給。監督は小津安二郎。モノクロ、スタンダード、サイレント、95分。
小津がアメリカ映画に傾倒して作った作品で、作品中には自動車、ゴルフ、タイピスト、ピクニック、アパート、ベッド、洋服など、当時の日本の生活様式の中ではなじみのない洋風のものが登場し、主人公たちがモボ・モガであるなど、ハイカラ趣味を示している作品となった。また、俯瞰や移動撮影（自動車の走行シーンなど）の使用や、ツーショットで2名の人物が向かいあって会話するなど、後の小津映画にはない技法や演出が見られる。初回興行は帝国館。

## あらすじ
謙二と仙公はヤクザ仲間で、街中で見かけたやす江に謙二が好意を抱く。やす江と妹みつ子がピクニックに出かけた際、みつ子が謙二の運転する自動車にはねられそうになったのをきっかけに謙二はやす江と知り合う。しかし、謙二の稼業を知ったやす江から逢いたくないと言われ、ヤクザな生活から足を洗う決心をする。仙公と共に足を洗い、謙二はビルの窓清掃の仕事に、仙公は社用車の運転手の仕事に就いていた。ある日、かつてのヤクザ仲間である千恵子と軍平が「大きな仕事」に謙二を誘ってくる。謙二は断ろうとするが、謙二・その場に居合わせた仙公・軍平3人がもみ合う中で謙二が軍平に銃で撃たれ怪我をする。その後、謙二のアパートでやす江が看護をしているところへ、刑事が来て謙二はそのまま逮捕され、それを見ていた仙公も一緒に連行される。やがて刑期を終え出所する謙二と仙公を、やす江は出迎える。

## スタッフ
- 監督：小津安二郎
- 原作：清水宏
- 脚色：池田忠雄
- 撮影・編集：茂原英雄
- 監督補助：小川二郎、佐々木康
- 撮影補助：九里林実、厚田雄春
- 現像：増谷麟
- 焼付：納所歳巳
- タイトル：藤岡秀二郎
- 舞台設計：水谷浩
- 舞台装置：田中米次郎、角田民造
- 舞台装飾：川崎恒次郎、井上常太郎
- 配光：吉村辰己
- 撮影事務：高山傳

## キャスト
- 神山謙二：高田稔
- 杉本やす江：川崎弘子
- その妹・みつ子：松園延子
- その母：鈴木歌子
- 仙公：吉谷久雄
- 軍平：毛利輝夫
- 千恵子：伊達里子
- 小野社長：阪本武
- ホテルの支配人：木村健児（ノンクレジット）
- 刑事：河原侃二（ノンクレジット）
- ビリヤード会場の男（犬を抱いている人）：斎藤達雄（ノンクレジット）
- ビリヤード会場の男（喫茶コーナーの人）：横尾泥海男（ノンクレジット）